# Chư Ty
Chư Ty là thị trấn huyện lỵ của huyện Đức Cơ, tỉnh Gia Lai, Việt Nam.

## Địa lý
Thị trấn Chư Ty nằm cách thành phố Pleiku khoảng 50 km về phía tây, có vị trí địa lý:
- Phía đông giáp xã Ia Krêl
- Phía tây giáp xã Ia Dom và xã Ia Pnôn
- Phía nam giáp xã Ia Kriêng và xã Ia Pnôn
- Phía bắc giáp xã Ia Kla và xã Ia Dơk.

Thị trấn Chư Ty có diện tích 15,45 km², dân số năm 2019 là 14.238 người, mật độ dân số đạt 922 người/km².
Chư Ty có vị trí địa lý chiến lược đặc biệt quan trọng về quốc phòng an ninh của vùng Gia Lai – Tây Nguyên, là điểm trung chuyển hàng hóa trên hành lang kinh tế Campuchia – Việt Nam, nằm trên Quốc lộ 19 nối Khu kinh tế cửa khẩu quốc tế Lệ Thanh với thành phố Pleiku – thành phố Quy Nhơn. Là trung tâm kinh tế – cửa khẩu phía tây tỉnh Gia Lai cũng như vùng Tây Nguyên. Là địa điểm gắn kết du lịch các huyện biên giới và điểm dừng chân của du khách khi du lịch, xuất nhập cảnh qua Cửa khẩu quốc tế Lệ Thanh.

## Hành chính
Thị trấn Chư Ty được chia thành 7 tổ dân phố: 1, 2, 3, 4, 6, 7, 9 và làng Trol Đeng.

## Lịch sử
Ngày 26 tháng 12 năm 1991, Bộ trưởng – Trưởng Ban Tổ chức – Cán bộ Chính phủ ban hành Quyết định số 691/TCCP về việc thành lập thị trấn Chư Ty trên cơ sở 750 ha diện tích tự nhiên của xã Kla, 600 ha diện tích tự nhiên và 3.525 nhân khẩu của xã Ia Kriêng.
Sau khi phân vạch điều chỉnh địa giới, thị trấn Chư Ty có 1.350 ha diện tích tự nhiên và 3.525 nhân khẩu.
Ngày 7 tháng 9 năm 2006, UBND tỉnh Gia Lai ban hành Quyết định số 69/2006/QĐ-UBND về việc thành lập TDP 8 và TDP 9 trên cơ sở điều chỉnh một phần nhân khẩu của TDP 3.